# 安藝灘諸島連絡架橋

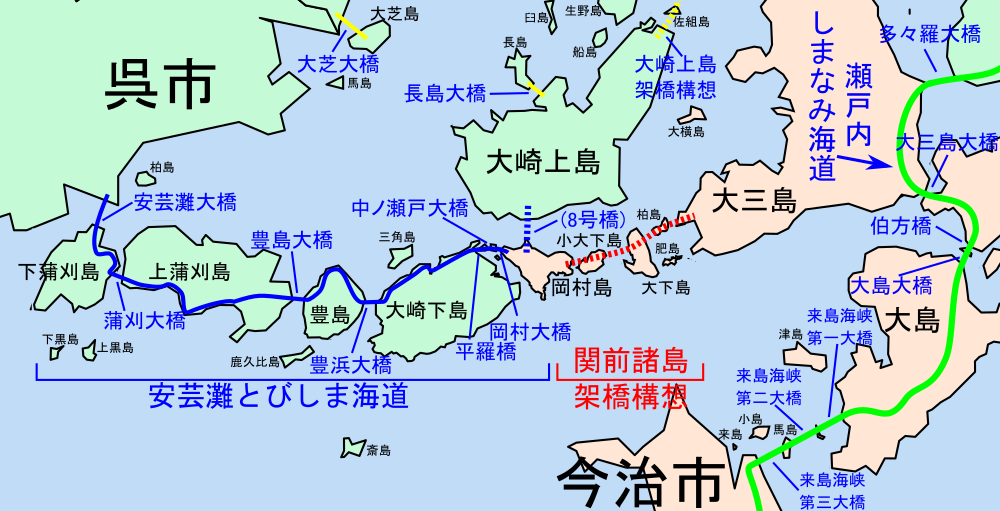
安藝灘諸島連絡架橋地圖
藍色實線：使用中（1－7號橋）
藍色虛線：計畫中（8號橋）
紅色虛線：可能延伸至大三島
綠線：西瀨戶自動車道

安藝灘諸島連絡架橋（日语：／ Akinada-shotō-renraku-kakyō）係日本連接本州廣島縣吳市和瀨戶內海7座安藝灘諸島的8座橋梁總稱，串聯道路又稱為安藝灘飛島海道（安芸灘とびしま海道）

## 概要
飛島海道全長46.5（28.9英里），最大海拔落差67（220英尺），自廣島縣吳市的本州一側穿越瀨戶內海，透過沿線8座總長約5,300（17,400英尺）的橋梁連接安藝灘諸島（藝予群島的一部分）的兩座無人島及五座有人島。始於其中唯一的收費路段安藝灘大橋（1號橋）至下蒲刈島，途經蒲刈大橋（2號橋）至上蒲刈島，後經豐島大橋（3號橋）至豐島，又經豐濱大橋（4號橋）至大崎下島等有人居住的島嶼，再經由平羅橋（5號橋）跨海至無人島平羅島（設有柑橘園），並透過中之瀨戶大橋（6號橋）至同樣無人居住的中之島，最終藉由岡村大橋（7號橋）跨越廣島縣和愛媛縣邊界抵達岡村島。道路整體坡度平緩，規劃有自行車專用道，並設置5個指定自行車站。
除連接岡村島和大崎上島的8號橋尚在計畫中，其餘7座橋梁皆已投入使用。同時，亦提供往來岡村島和大三島及愛媛縣今治市的渡輪服務。
各橋梁的類型包括懸索橋、斜張橋、桁架橋等。

## 命名
橋梁串聯各島嶼的路線透過公開徵選的方式收到3,118份參選名稱，吳市安藝灘諸島連絡架橋暱稱募集評選委員會於2008年8月28日將安藝灘大橋至岡村大橋的區間正式命名為「安藝灘飛島海道」（安芸灘とびしま海道）－
安藝灘是藝予群島西部的開闊區域，飛島則源自於（日文堤梁式桥之義），靈感來源於「瀨戶內海諸島就如同橫越花園的堤梁式橋，一條通往安藝灘的海上之路」。
同時，該路線因鄰近連接尾道市（廣島縣）和今治市（愛媛縣）的西瀨戶自動車道（瀨戶內島波海道）貫穿藝予群島9座島嶼（包括大島、大三島、因島），故亦暱稱為「浦島波海道」（裏しまなみ海道）。

## 橋梁
| 名稱  | 名稱         | 路段               | 收費道路   | 通車日         | 橋長       | 構造             | 備註                                                               | 備註                                                                                              |
| ----- | ------------ | ------------------ | ---------- | -------------- | ---------- | ---------------- | ------------------------------------------------------------------ | ------------------------------------------------------------------------------------------------- |
| 1號橋 | 安藝灘大橋   | 本州－下蒲刈島     | 是         | 2000年1月18日  | 1,175公尺  | 3跨2鉸拱懸索橋   | 廣島縣道74號下蒲刈川尻線的一部分                                   | 廣島縣道74號下蒲刈川尻線的一部分                                                                  |
| 2號橋 | 蒲刈大橋     | 下蒲刈島－上蒲刈島 | 否         | 1979年10月13日 | 480公尺    | 3跨2連續桁架橋   | 蒲刈廣域農道的一部分                                               | 蒲刈廣域農道的一部分                                                                              |
| 3號橋 | 豐島大橋     | 上蒲刈島－豐島     | 否         | 2008年11月18日 | 903公尺    | 單跨懸索橋       | 暱稱「阿比大橋」（） 廣島縣道356號豐濱蒲刈線的一部分               | 暱稱「阿比大橋」（） 廣島縣道356號豐濱蒲刈線的一部分                                              |
| 4號橋 | 豐濱大橋     | 豐島－大崎下島     | 否         | 1992年11月30日 | 543公尺    | 3跨連續桁架橋    | 大崎下島廣域農道的一部分                                           | 大崎下島廣域農道的一部分                                                                          |
| 5號橋 | 平羅橋       | 大崎下島－平羅島   | 否         | 1995年8月1日   | 98.5公尺   | PC斜張橋         | 安藝灘 「橙線」（，暱稱）                                          | 大崎下島廣域農道的一部分                                                                          |
| 6號橋 | 中之瀨戶大橋 | 平羅島－中之島     | 否         | 1998年11月6日  | 251公尺    | 尼爾森式洛澤梁橋 | 安藝灘 「橙線」（，暱稱）                                          | 大崎下島廣域農道的一部分                                                                          |
| 7號橋 | 岡村大橋     | 中之島－岡村島     | 否         | 1995年8月29日  | 228公尺    | 尼爾森式洛澤梁橋 | 安藝灘 「橙線」（，暱稱）                                          | 大崎下島廣域農道的一部分 計畫將興建一座自岡村島經小大下島和大下島通往大三島（愛媛縣今治市）的大橋 |
| 8號橋 | （計畫中）   | 岡村島－大崎上島   | （計畫中） | （計畫中）     | （計畫中） | （計畫中）       | 8號橋尚處於規畫階段 計畫將興建一座自大崎上島通往廣島縣竹原市的大橋 | 8號橋尚處於規畫階段 計畫將興建一座自大崎上島通往廣島縣竹原市的大橋                                |

## 圖輯

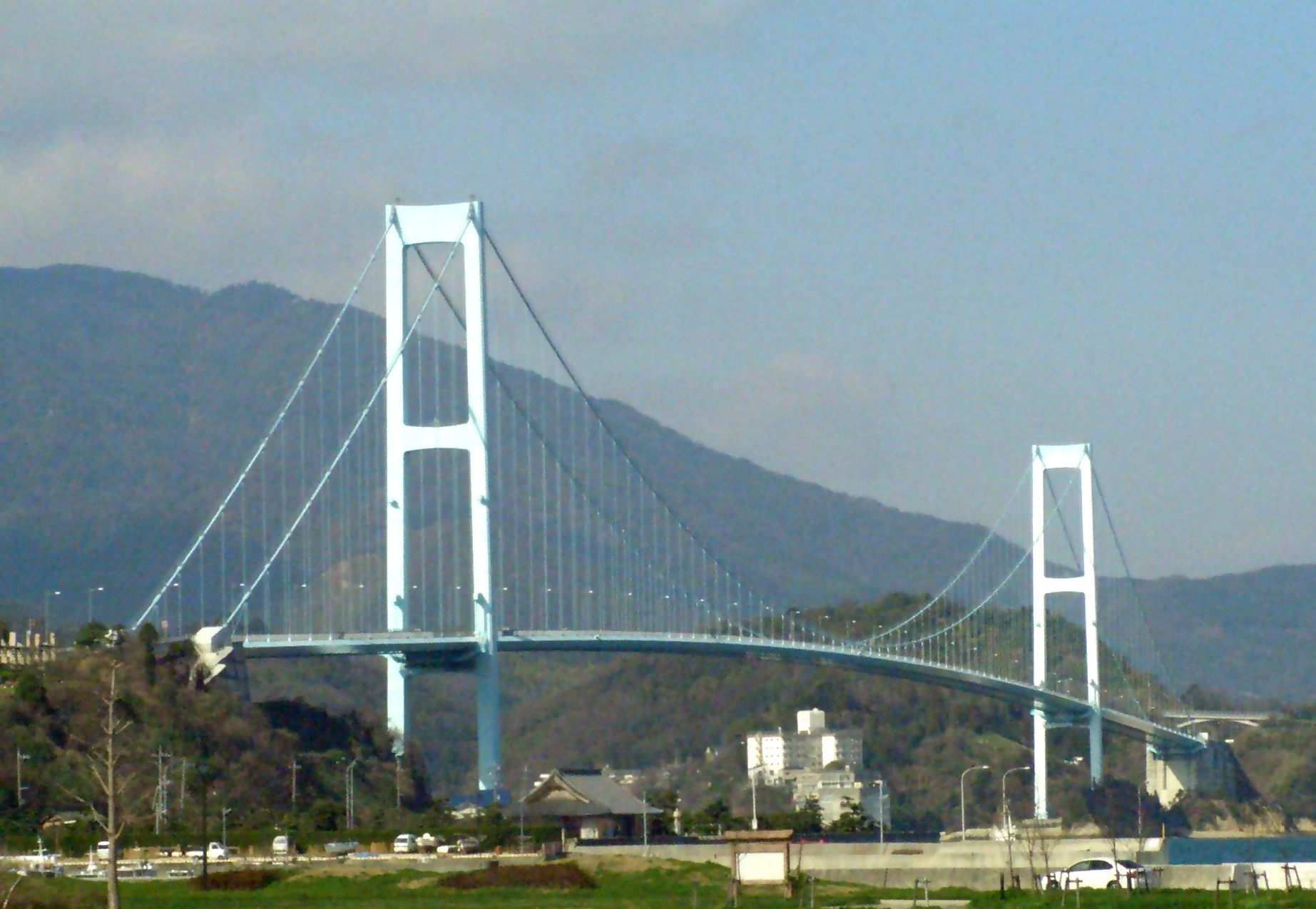
安藝灘大橋
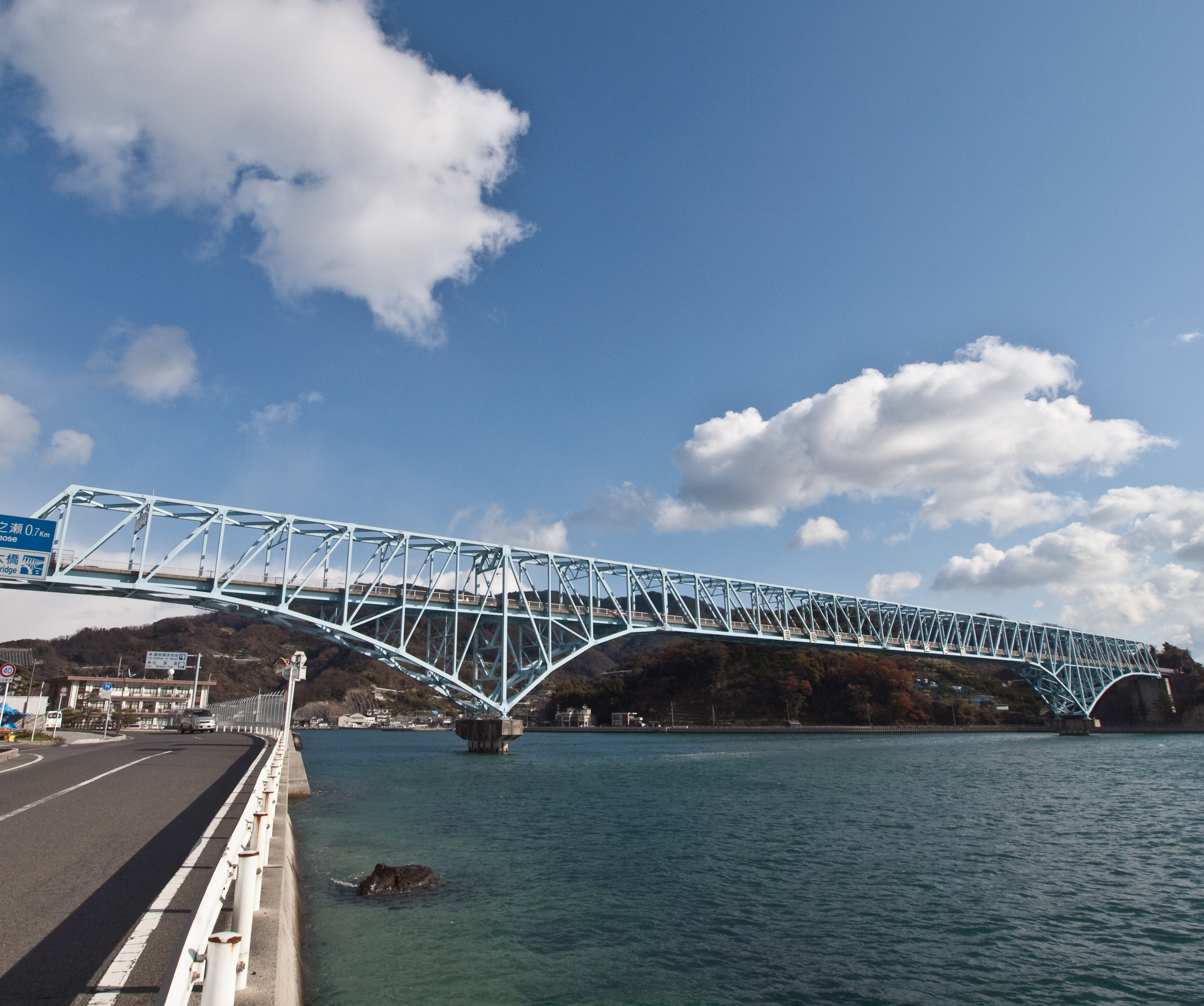
蒲刈大橋
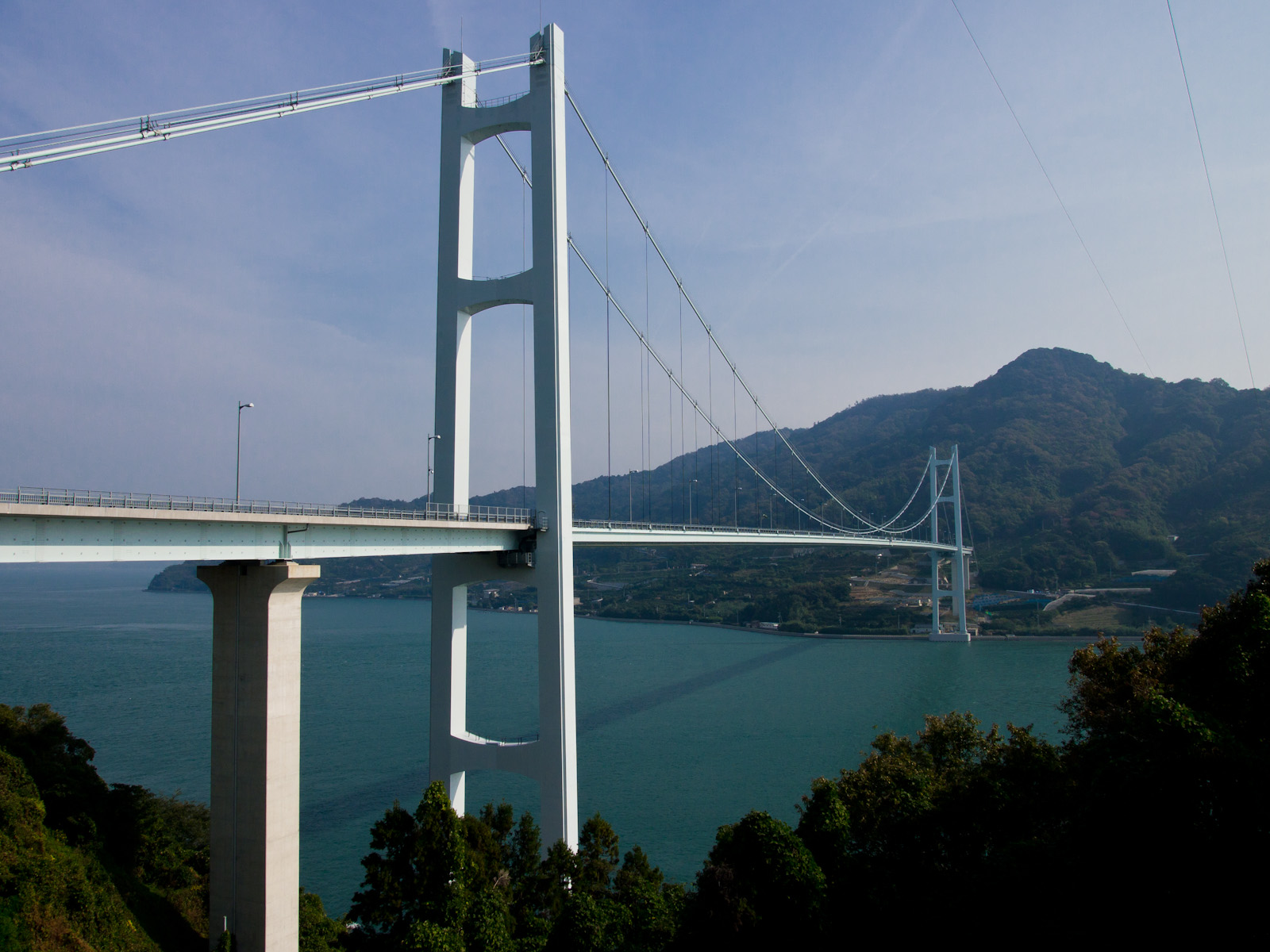
豐島大橋
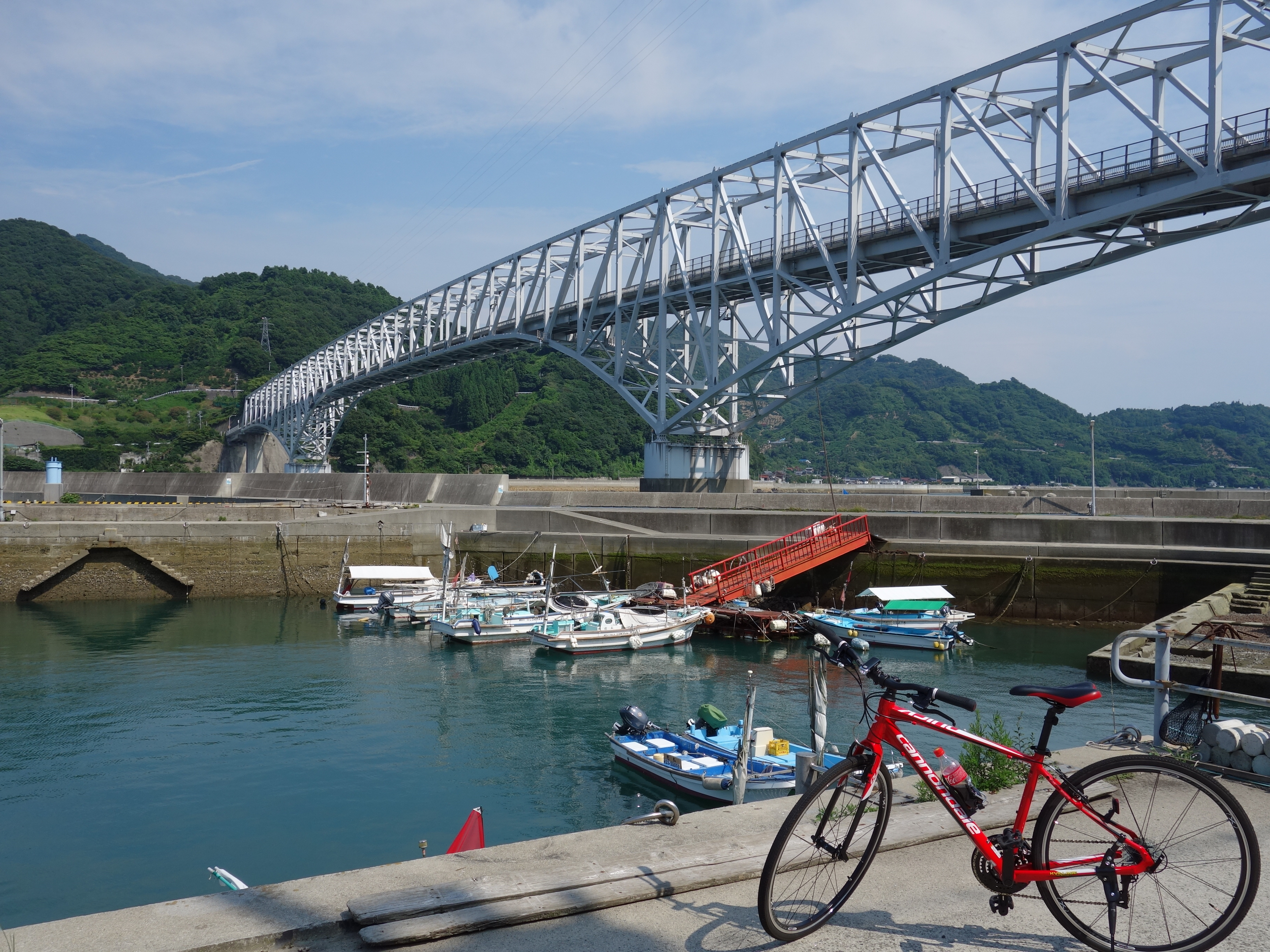
豐濱大橋
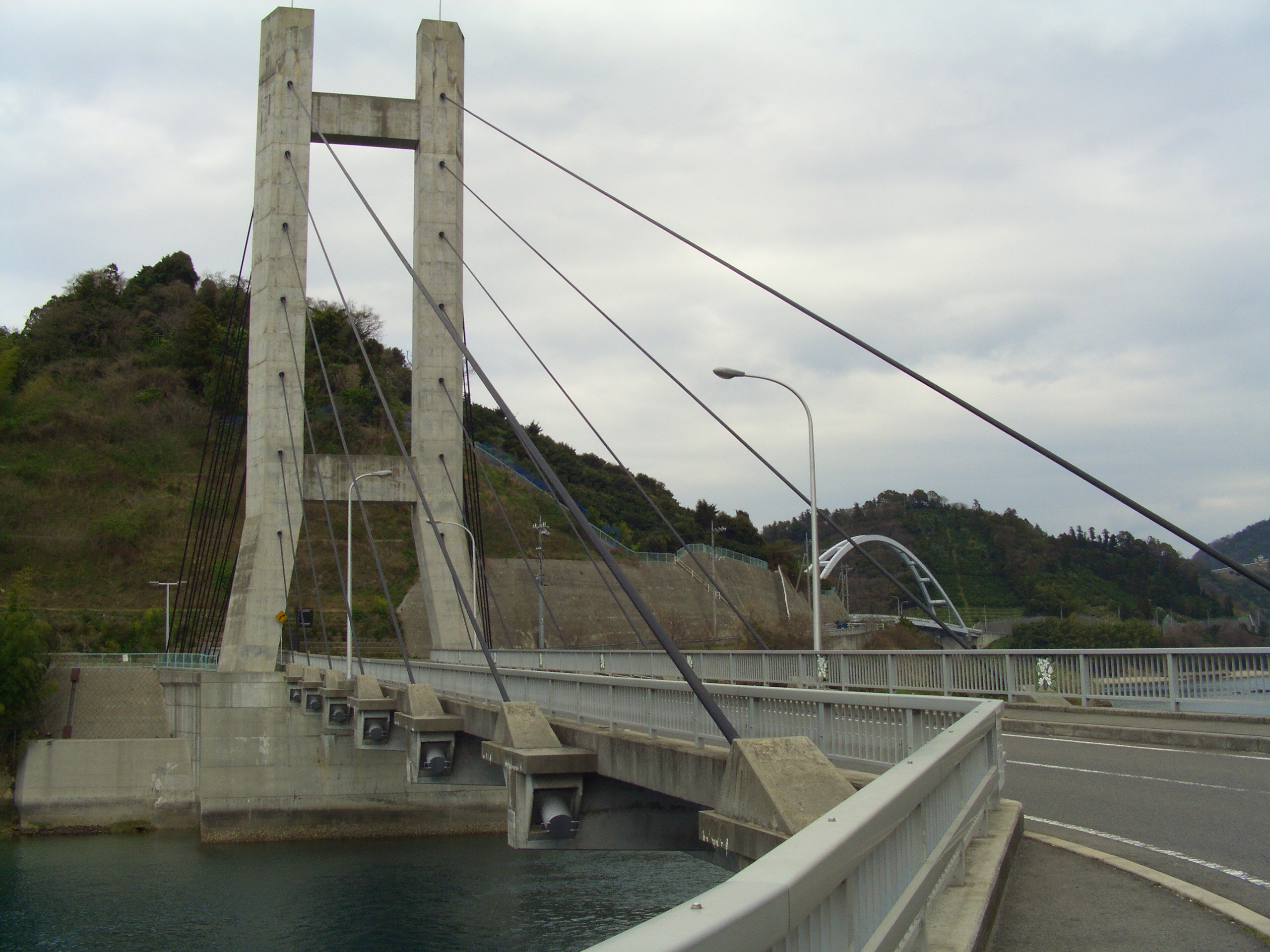
平羅橋
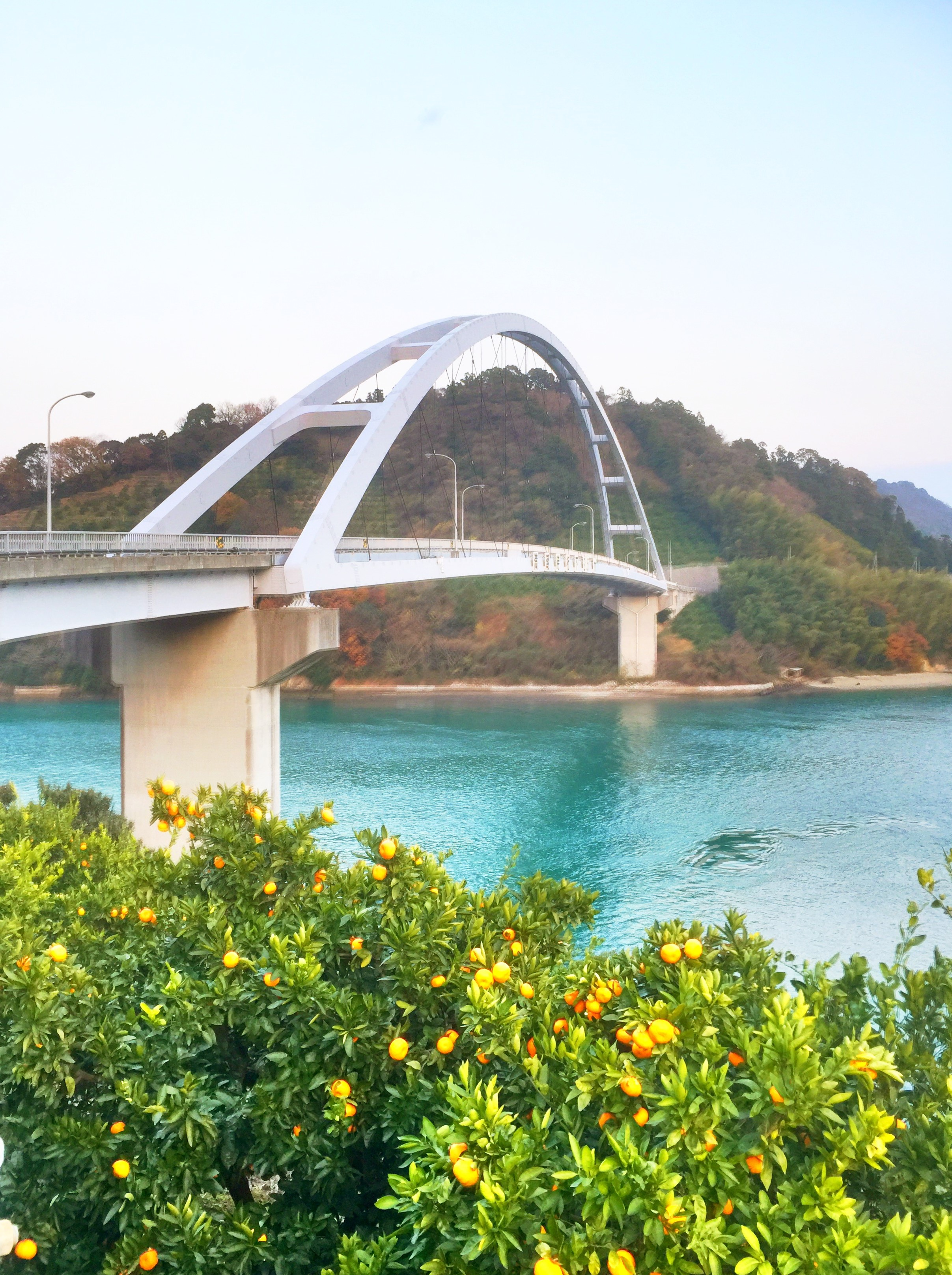
中之瀨戶大橋
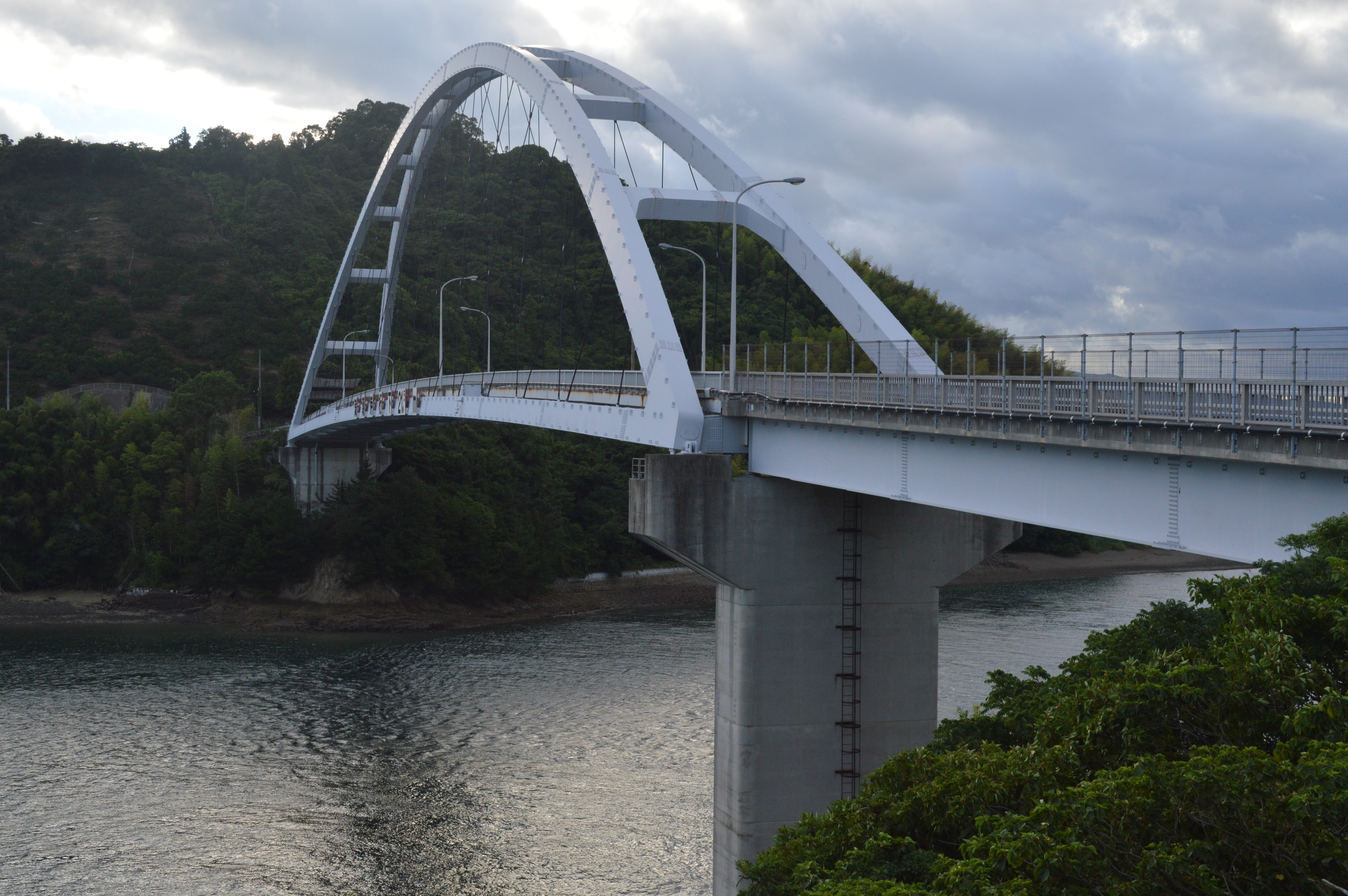
岡村大橋

### 連結
1. 1 2 3  . .   [2024-07-07]. （原始内容存档于2024-05-21） （日语）.
2. 1 2  . Seven bridges of tobishima, Virtual Tour. .   [2024-07-08]. （原始内容存档于2024-05-28） （英语）.
3. 1 2 3 4  中村淳一編 2018，第115頁.
4. ↑  Gardiner, Karen. . Lonely Planet. 2019-11-20  [2024-07-07]. （原始内容存档于2020-03-27） （英语）.
5. ↑   (PDF). : 71.   [2024-07-08]. （原始内容存档 (PDF)于2024-05-17） （日语）.
6. ↑  佐々木・石野・伊藤 2015，第112頁.
7. ↑  . Seven bridges of tobishima, Virtual Tour. .   [2024-07-08]. （原始内容存档于2024-07-10） （英语）.
8. ↑  . . 2009-01-08  [2024-07-08]. （原始内容存档于2009-01-08） （日语）.
9. 1 2  . . 2008-11-18  [2024-07-08]. （原始内容存档于2016-03-24） （日语）.
10. ↑  . Japan Travel by NAVITIME.   [2024-07-08]. （原始内容存档于2024-05-28） （英语）.
11. ↑  村上雅之. . . 2016-08-31  [2024-07-08]. （原始内容存档于2024-06-17） （日语）.
12. ↑  . .   [2024-07-07]. （原始内容存档于2024-03-04） （日语）.
13. ↑  . . 2015-03-11  [2024-07-08]. （原始内容存档于2023-09-25） （日语）.
14. ↑  . . 2015-03-11  [2024-07-08]. （原始内容存档于2023-11-30） （日语）.
15. ↑  . . 2015-03-11  [2024-07-08]. （原始内容存档于2023-09-25） （日语）.
16. ↑  . . 2015-03-11  [2024-07-08]. （原始内容存档于2024-06-02） （日语）.
17. ↑  . . 2015-03-11  [2024-07-08]. （原始内容存档于2023-09-25） （日语）.
18. ↑  . . 2015-03-11  [2024-07-08]. （原始内容存档于2024-06-02） （日语）.

### 書籍
- 佐々木節; 石野哲也; 伊藤もずく. 松井謙介編 , 编.  . GAKKEN公尺OOK. 学研パブリッシング. 2015-09-30. ISBN 978-4-05-610907-8 （日语）.
- 中村淳一編 (编).  . 枻出版社（日语：枻出版社）. 2018-04-20. ISBN 978-4-7779-5088-1 （日语）.

## 外部連結
- 広島県道路公社（日語）
  - 安芸灘大橋有料道路（日語）